# Jesionowo (Przelewice)
Jesionowo (deutsch Schönow) ist ein Dorf in der Woiwodschaft Westpommern in Polen. Es gehört zur Gmina Przelewice (Gemeinde Prillwitz) im Powiat Pyrzycki (Pyritzer Kreis).

## Geographische Lage
Das Dorf liegt in Hinterpommern, etwa 55 Kilometer südöstlich von Stettin und etwa 17 Kilometer südöstlich der Kreisstadt Pyritz.

## Geschichte
Schönow war im Herzogtum Pommern im 15. Jahrhundert, überliefert für 1494, ein Lehen der adligen Familie Billerbeck. Als Lehnsträger folgte, überliefert erstmals für 1520, die adlige Familie Runge. Letzter Besitzer aus der Familie Runge war Baltzer Dietrich Runge, der 1699 erwähnt wurde und kinderlos war. Anschließend wurde Schönow von Georg Ehrenreich von Küssow († 1739) erworben, der Gutsherr auf den benachbarten Gütern Klücken und Kloxin war. Nach seinem Tod verkauften seine beiden Söhne 1741 Schönow wieder.
In Ludwig Wilhelm Brüggemanns Ausführlicher Beschreibung des gegenwärtigen Zustandes des Königlich-Preußischen Herzogtums Vor- und Hinterpommern (1784) ist Schönow unter den adligen Gütern des Pyritzschen Kreises aufgeführt. Damals gab es hier ein Vorwerk, also den Gutsbetrieb, eine Schäferei, eine Windmühle, vierzehn Bauern, vier Kossäten, einen Krug, eine Schmiede und einen Schulmeister, insgesamt 55 Haushaltungen („Feuerstellen“). Die Kirche war eine Filialkirche der Mutterkirche in Deetz in der Neumark. Besitzer von Schönow war damals der Generalmajor Karl Ludwig von Knobelsdorff.
Zum Gut gehörten zeitweise zwei Vorwerke: Wann das Vorwerk Wilhelminenhof angelegt wurde, ist nicht überliefert. Das Vorwerk Schönmergel wurde im Jahre 1827 durch Friedrich Ludwig von Knobelsdorff etwa ¼ Meile östlich von Schönow auf dem Land von zwei ehemaligen Bauernhöfen, die bereits früher zum Gut eingezogen worden waren, angelegt. Schönmergel wurde noch im 19. Jahrhundert wieder aufgegeben.
Die Regulierung der gutsherrlichen und bäuerlichen Verhältnisse (siehe Preußische Agrarverfassung) in Schönow wurde von 1822 bis 1824 durchgeführt. Damals bestanden noch elf Bauern und vier Kossäten, die die Hälfte ihres Landes an die Gutsherrschaft abtraten und zusätzlich eine Rente übernahmen, die nach 1853 in Rentenbriefe umgewandelt wurde. 1835 wurde Schönow von Julius Rudolf von der Osten gekauft, der später Landrat des Kreises Pyritz wurde. Nach seinem Tod übernahm zunächst seine Witwe, im Jahre 1865 dann sein Sohn Wilhelm von der Osten Schönow.
Ab dem 19. Jahrhundert bestanden der politische Gutsbezirk Schönow und die Landgemeinde Schönow nebeneinander. Im Jahre 1910 zählte der Gutsbezirk Schönow 305 Einwohner, die Landgemeinde Schönow 131 Einwohner. Später wurde der Gutsbezirk in die Landgemeinde eingemeindet.
Bis 1945 bildete Schönow eine Landgemeinde im Kreis Pyritz der preußischen Provinz Pommern. Zur Landgemeinde gehörte auch der Wohnplatz Wilhelminenhof. Die Gemeinde zählte im Jahre 1925 556 Einwohner in 106 Haushaltungen, im Jahre 1933 841 Einwohner und im Jahre 1939 863 Einwohner.
Nach dem Zweiten Weltkrieg kam Schönow, wie ganz Hinterpommern, an Polen. Die Bevölkerung wurde vertrieben und durch Polen ersetzt. Der Ort erhielt den polnischen Ortsnamen „Jesionowo“. Heute bildet er ein eigenes Schulzenamt in der Gmina Przelewice (Gemeinde Prillwitz).